# Liste des institutions culturelles et maisons d'édition en Haïti
Haïti dispose de plusieurs institutions culturelles et maisons d'édition qui soutiennent et promeuvent la littérature haïtienne et la culture du pays. Il en existe d'autres institutions culturelles et maisons d'édition en Haïti qui contribuent à la promotion de la littérature et de la culture du pays, en soutenant les écrivains locaux et en diffusant leurs œuvres tant au niveau national qu'international.

## Institutions culturelles
- Bibliothèque Nationale d'Haïti: Fondée en 1939, elle est située à Port-au-Prince et conserve une vaste collection de livres, de documents historiques et de manuscrits liés à l'histoire et à la culture haïtiennes[1].
- FOKAL (Fondation Connaissance et Liberté) : Cette organisation à but non lucratif travaille pour promouvoir l'éducation, la culture et le développement en Haïti. Elle organise des activités littéraires et soutient les écrivains haïtiens émergents.
- Centre Culturel Pyepoudre: C’ est un espace de formation, d’animation, de documentation et d’appui à la création. Il a été fondé le 27 avril 1989 et reconnu d’Utilité Publique, référence du Moniteur No 34 du lundi 21 mars 2011[2].
- L'Institut Français en Haïti: C'est un centre culturel français qui organise des événements littéraires, des conférences, des ateliers d'écriture et des expositions artistiques.
- MOLICAJ (Mouvement Littéraire Culturel et Artistique des Jeunes
- Vive Haïti Livres

## Maisons d’édition
- Mémoire d'encrier: Bien que basée au Canada, cette maison d'édition publie des œuvres d'auteurs haïtiens et de la diaspora haïtienne, contribuant ainsi à la diffusion de la littérature haïtienne à l'échelle internationale.
- Les Éditions de l'Université d'État d'Haïti (EdUH):Université d’Etat d’Haïti: L’ UEH est une institution publique d’enseignement supérieur. cette maison d'édition publie des ouvrages académiques, des textes littéraires et des recherches sur divers aspects de la culture et de l'histoire haïtiennes[3].
- Éditions Choucoune: Fondées en 1978 par le poète et professeur Christophe Philippe Charles, les Éditions Choucoune ne sont pas donné, au départ, un but lucratif. Son objectif était d'assurer un créneau d'expression à tous ces jeunes qui avaient fait leurs premières armes dans la poésie, le journalisme et la littérature à travers la Revue des écoliers[4].
- Maison Henri Deschamps: Etant une entreprise haïtienne qui œuvrait dans le secteur de l'éducation depuis plus de 120 ans. Elle offre aussi des services dans les domaines de la formation. Sa mission est d'être une institution au service de l’amélioration de la qualité de l’éducation en Haïti[5].
- Éditions Pulùcia
- Atelier Jeudi soir
- Éditions Floraison
- C3 Editions: Fondée en 2011 Par Monsieur Fred Brutus, œuvrant dans les secteurs de l'éducation, de la littérature et de la culture. vous trouverez les manuels scolaires de C3 Editions dans toutes les librairies. Situe a 31, Delmas 31